# Causa Quinto Cuerpo del Ejército
El caso Stricker, Carlos Andrés y otros es la denominación de una causa judicial por delitos de lesa humanidad cometidos en la zona de Bahía Blanca, provincia de Buenos Aires, Argentina, durante la dictadura militar autodenominada Proceso de Reorganización Nacional, instalada entre 1976 y 1983. En la misma se investigan los crímenes cometidos en centros clandestinos de detención que funcionaron en el territorio cuyo control estaba a cargo del V Cuerpo de Ejército del Ejército Argentino. El Tribunal Oral Subrogante en lo Criminal Federal de Bahía Blanca dictó sentencia el 20 de febrero de 2014 y condenó a todos los procesados a penas de prisión.

## Centros clandestinos de detención involucrados
Los CCD mencionados en la sentencia fueron:
- «La Escuelita», una edificación antigua ubicada en los fondos del predio del Comando del V Cuerpo de Ejército al que se accedía sobre el camino de Carrindanga.
- El Batallón de Comunicaciones 181, en cuyo gimnasio las víctimas eran mantenidas detenidas en forma clandestina.
- La Unidad Penal 4 o cárcel de Villa Floresta en la cual además de los detenidos legalmente se alojaban en forma clandestina otros, respecto de los cuales la decisión de la autoridad militar no era la muerte, la desaparición o la liberación directa sino el mantenimiento en cautiverio por tiempo indeterminado.
- La Delegación Viedma de la Policía Federal Argentina, en la cual en forma transitoria se mantenían personas detenidas sin registrar su captura.

## Víctimas de los delitos juzgados
Las víctimas fueron:
- Zulma Matzkin
- Juan Carlos Castillo
- Pablo Francisco Fornasari
- Carlos Mario Illacqua
- Stella Maris Ianarelli
- Roberto Adolfo Lorenzo
- Carlos Roberto Rivera
- Nancy Griselda Cereijo
- Elizabeth Frers
- María Angélica Ferrari
- Alberto Ricardo Garralda
- César Antonio Giordano
- Zulma Araceli Izurieta
- María Elena Romero
- Gustavo Alberto Yotti
- Darío José Rossi
- Andrés Oscar Lofvall
- Dora Rita Mercero
- Luis Alberto Sotuyo
- María Eugenia González
- Néstor Oscar Junquera
- Fernando Jara
- María Graciela Izurieta
- Graciela Alicia Romero
- José Luis Peralta
- Raúl Eugenio Metz
- Cristina Alicia Coussement
- Raúl Alfredo Ferreri
- Pablo Victorio Bohoslavsky
- Rubén Alberto Ruiz
- Julio Alberto Ruiz

## Sentencia
El Tribunal Oral Subrogante en lo Criminal Federal de Bahía Blanca dictó la sentencia correspondiente el 20 de febrero de 2014.
Respecto de las víctimas el Tribunal afirma textualmente en uno de los párrafos de la sentencia:

«En este juicio hemos podido advertir que todos los que pasaron por este proceso –víctimas o testigos-víctimas– eran considerados delincuentes subversivos, terroristas, sediciosos o relacionados con ideologías ajena a las de la dictadura militar, de ahí sus secuestros, torturas, homicidios o desaparición; tal afán persecutorio, no obstante que no se acreditó ninguna pertenencia con esas organizaciones, recayó en personas inocentes a las cuales detenían como formando parte de esas estructuras ilegales.»

## Delitos que consideró probados
La sentencia da por acreditado que se cometieron los siguientes delitos, todos ellos bajo la modalidad de desaparición forzada de personas (art. 2 de la Convención Interamericana sobre la desaparición forzada de personas):
- Privación ilegal de la libertad agravada por el empleo de violencia y prolongarse por más de un mes (art. 144 bis inc. 1 último párrafo en función art. 142 inc. 1.º y 5.º del C.P., texto conforme leyes 14.616, 20.642 y 21.338), en concurso real (art. 55 C.P.) con tormentos agravados por ser la víctima perseguida política (art. 144 ter segundo párrafo del C.P., texto conforme ley 14.616) en concurso real con lesiones gravísimas (art. 91 y 92 del C.P.)
- Sustracción, retención y ocultamiento de menores (art. 146 del C.P.)
- Privación ilegal de la libertad agravada por el empleo de amenazas y violencia y prolongarse por más de un mes (art. 144 bis inc. 1 último párrafo en función art. 142 inc. 1.º y 5.º del C.P., texto conforme leyes 14.616, 20.642 y 21.338), en concurso real (art. 55 C.P.) con tormentos agravados por ser la víctima perseguida política (art. 144 ter segundo párrafo del C.P., texto conforme ley 14.616) en concurso real con homicidio calificado por alevosía, haber sido cometido con el concurso premeditado de dos o más personas y para lograr la impunidad (art. 80 incisos 2, 3 y 4 del C.P., texto según leyes 11.179, 11.221 y 20.642)
- privación ilegal de la libertad agravada por el empleo de violencia y prolongarse por más de un mes (art. 144 bis inc. 1 último párrafo en función art. 142 inc. 1.º y 5.º del C.P., texto conforme leyes 14.616, 20.642 y 21.338), en concurso real (art. 55 C.P.) con tormentos agravados por ser la víctima perseguida política (art. 144 ter segundo párrafo del C.P., texto conforme ley 14.616) en concurso real con homicidio agravado por haber sido cometido con alevosía, con el concurso premeditado de dos o más personas y con la finalidad de lograr la impunidad (art. 80 incisos 2, 3 y 4 del C.P., texto según ley 20.642)
- Privación ilegal de la libertad agravada por el empleo de violencia (art. 144 bis inc. 1 último párrafo en función art. 142 inc. 1 del C.P., texto conforme leyes 14.616, 20.642 y 21.338) en concurso real (art. 55 del C.P.) con tormentos agravados por ser la víctima perseguida política (art. 144 ter segundo párrafo del C.P., texto ley 14.616).

## Procesados
Las personas procesadas fueron:
- Felipe Ayala, suboficial retirado del Ejército Argentino;
- Bernardo Artemio Cabezón, suboficial retirado del Ejército Argentino;
- Héctor José Fidalgo, coronel retirado del Ejército Argentino;
- Ricardo Claudio Gandolfo, teniente del Ejército Argentino;
- Alejandro Osvaldo Marjanov, coronel retirado del Ejército Argentino;
- Carlos Andrés Stricker, coronel retirado del Ejército Argentino;
- Fernando Antonio Videla, subteniente retirado del Ejército Argentino.

En todos los casos fueron condenados a penas de prisión y se les aplicó además como accesoria la pena de inhabilitación absoluta.

### Caso del coronel Héctor José Fidalgo
Tres civiles –Pablo Victorio Boholslavsky, Rubén Alberto Ruiz y Julio Alberto Ruiz– que habían estado detenidos por varios meses en forma clandestina en Bahía Blanca fueron sometidos a un Consejo de Guerra integrado, entre otros oficiales, por el entonces capitán Fidalgo.
Fidalgo declaró en el Tribunal que estudió ingeniería en la Escuela Superior Técnica del Ejército y lo comisionaron  Delegado interventor de la Delegación Bahía Blanca del Ministerio de Trabajo y a fines de 1976 regresó a la Escuela y permaneció hasta fines de 1978. Cuando estaba esperando su próximo destino se le ordenó viajar al día siguiente a Bahía Blanca para integrar un Consejo de Guerra. Pese a explicar que nada sabía sobre Justicia militar, le indican que por las leyes 21.264 y 21.268, tenía la obligación de cumplir esa función, salvo razones de consanguinidad con la gente que tenía que juzgar, y que de no hacerlo sería sumariado por insubordinación o desobediencia. En Bahía Blanca sólo dispuso de unas horas para leer el sumario, que arrancaba con la detención de esas personas el 19/7/76 portando armas, explosivos, material de propaganda y manual de tiro. El Consejo de Guerra recibió las declaraciones y  condenó a Julio A. Ruiz a  5 años de reclusión, a Pablo V. Bohoslavsky a 4 años y 6 meses de reclusión y a Rubén A. Ruiz a 2 años y 6 meses de reclusión. Apeló el fiscal y el Tribunal superior elevó las penas.
La sentencia del Tribunal Oral afirma que el Consejo de Guerra Especial fue constituido de acuerdo a la reglamentación militar vigente, tal la Orden del Día del Cdo. V Cpo. Ej. 58/76, Anexo 1 del 29 de marzo de 1976; ley 14.029 y 7 de la ley 21.264 y que Fidalgo nada cuestionó, ni dejó sentado sobre la no exhibición de los elementos supuestamente secuestrados a los imputados; analizó y votó cada una de las cuestiones de hecho formuladas por el auditor respecto de los acusados, votó y suscribió la sentencia condenatoria sin dejar constancia de tal circunstancia y, por último, admitió la concesión del recurso del fiscal.
Agrega que a los procesados se los alojó en el Batallón de Comunicaciones 181 en un lugar que tenía un cartel que decía “A disposición de la autoridad militar” y que Fidalgo dijo que “después sí, he tomado conocimiento a lo largo de la sustanciación de esta causa los horrores vividos en algunos lugares de detención que a mí no me constan, pero seguramente habrán ocurrido”. Dice la sentencia que “entendemos, como jueces (que) podían haberlos interrogado” a los civiles sobre dónde habían estado detenidos. En esta forma fue un instrumento utilizado para “blanquear” la situación de aquellos imputados detenidos ilegalmente. Agrega que el supuesto desconocimiento o ignorancia del derecho, no puede alegarse por parte de él. Tal accionar fue organizado por el V Cuerpo y ejecutado 
por un numeroso grupo de sus oficiales, –Fidalgo entre ellos– y suboficiales, imputándole una conducta que tuvo como 
consecuencia la condena impuesta tiñendo de legalidad el proceder ilegal. Fidalgo, que al regresar a Buenos Aires fue severamente reprendido por las bajas penas impuestas convalidó el accionar arbitrario e ilegítimo de ese consejo que violaba garantías constitucionales. Según la sentencia  Fidalgo podría haber pedido una dispensa justificada de actuar en ese juicio porque  era inidóneo para el caso. Por esto lo condenó como coautor penalmente responsable (art. 45 del C.P.) del delito de privación ilegal de la libertad agravada por prolongarse por más de un mes (art. 144 bis inc. 1 último párrafo en función art. 142 inc. 1.º y 5.º del C.P., texto conforme leyes 14.616, 20.642 y 21.338).
| Sentencia del Tribunal     | Sentencia del Tribunal                      | Sentencia del Tribunal |
| -------------------------- | ------------------------------------------- | ---------------------- |
| Nombre                     | Condición                                   | Años de prisión        |
| Felipe Ayala               | Suboficial retirado del Ejército Argentino  | Perpetua               |
| Bernardo Artemio Cabezón   | Suboficial retirado del Ejército Argentino  | Perpetua               |
| Héctor José Fidalgo        | Coronel retirado del Ejército Argentino     | 3 años y 5 meses       |
| Ricardo Claudio Gandolfo   | Teniente del Ejército Argentino             | 4 años y 3 meses       |
| Alejandro Osvaldo Marjanov | Coronel retirado del Ejército Argentino     | Perpetua               |
| Carlos Andrés Stricker     | Coronel retirado del Ejército Argentino     | Perpetua               |
| Fernando Antonio Videla    | Subteniente retirado del Ejército Argentino | 11 años                |